# Mount Boyer
Mount Boyer är ett berg i Antarktis. Det ligger i Västantarktis. Argentina, Chile och Storbritannien gör anspråk på området. Toppen på Mount Boyer är 1 240 meter över havet.
Terrängen runt Mount Boyer är huvudsakligen lite kuperad. Trakten är obefolkad. Det finns inga samhällen i närheten.